# Lydia Darragh
Pour les articles homonymes, voir Darragh.
Lydia Darragh, née vers 1728 à Dublin et morte le 28 décembre 1789 à Philadelphie, est une femme qui, selon certaines interprétations, aurait été espionne au service des Patriotes pendant la guerre d'indépendance des États-Unis.